# Крис Купър
Крис Купър (на английски: Chris Cooper) е американски филмов и телевизионен актьор, роден през 1951 година.
Името му добива широка известност в края на 1990-те и началото на 2000-те години, когато изпълнява блестящо, характерни поддържащи роли в големи холивудски продукции като Американски прелести (1999), Октомврийско небе (1999), Адаптация. (2002) и др. за последния от които е удостоен с награди „Оскар“ и „Златен глобус“ в категорията „най-добра поддържаща мъжка роля“.

## Биография
Кристофър Купър е роден на 9 юли 1951 година в Канзас Сити, щат Мисури. Майка му Мери Ан Купър е домакиня. Баща му Чарлз Купър е работил като военен лекар и управител на ранчо. Крис има по-голям брат – Чък.
Посещава университета на Мисури, където специализира едновременно агрономство и драма. След дипломирането си заминава за Ню Йорк в преследване на актьорска кариера.
През 1980 година, Крис играе в постановка на Бродуей – „Of the Fields Lately“. През следващите няколко години се появява в постановки извън Бродуей на пиесите „The Ballad of Soapy Smith“ (1983) и „A Different Moon“ (1983) след което кариерата му е посветена почти изцяло на киното и телевизията. Дебютът си в киното прави през 1987 година във филма Matewan на режисьора Джон Сейлс.

## Избрана филмография
| година | филм                       | оригинално заглавие                 | роля                 | режисьор                  |
| ------ | -------------------------- | ----------------------------------- | -------------------- | ------------------------- |
| 1991   | Виновен по подозрение      | Guilty by Suspicion                 | Лари Нолън           | Ъруин Уинклер             |
| 1993   | Животът на момчето         | This Boy's Life                     | Рой                  | Майкл Кейтон-Джоунс       |
| 1995   | Влакът трезор              | Money Train                         |                      | Джоузеф Рубен             |
| 1996   | Време да убиваш            | A Time to Kill                      | Дуейн Луни           | Джоел Шумахер             |
| 1996   | Самотна звезда             | Lone Star                           |                      | Джон Сейлс                |
| 1998   | Големите надежди           | Great Expectations                  | Джо                  | Алфонсо Куарон            |
| 1998   | Повелителят на конете      | The Horse Whisperer                 |                      | Робърт Редфорд            |
| 1999   | Октомврийско небе          | October Sky                         | Джон Хикам           | Джо Джонсън               |
| 1999   | Американски прелести       | American Beauty                     | полковник Франк Фитс | Сам Мендес                |
| 2000   | Аз, моя милост и Айрийн    | Me, Myself & Irene                  | лейтенант Герк       | Питър Фарели, Боби Фарели |
| 2000   | Патриотът                  | The Patriot                         | полковник Хари Бюрел | Роланд Емерих             |
| 2002   | Адаптация.                 | Adaptation                          | Джон Ларош           | Спайк Джоунз              |
| 2002   | Магистрала 60              | Interstate 60: Episodes of The Road | Боб Коди             | Боб Гейл                  |
| 2002   | Самоличността на Борн      | The Bourne Identity                 | Александър Конклин   | Дъг Лайман                |
| 2003   | Воля за победа             | Seabiscuit                          | Том Смит             | Гари Рос                  |
| 2004   | Силвър Сити                | Silver City                         |                      | Джон Сайълс               |
| 2004   | Превъзходството на Борн    | The Bourne Supremacy                |                      | Пол Грийнграс             |
| 2005   | Капоти                     | Capote                              | Алвин Дюи            | Бенет Милър               |
| 2005   | Снайперисти                | Jarhead                             | лейтенант Казински   | Сам Мендес                |
| 2005   | Сириана                    | Syriana                             | Джими Поуп           | Стивън Гаган              |
| 2007   | Пробив                     | Breach                              | Робърт Хансен        | Били Рей                  |
| 2007   | Ултиматумът на Борн        | The Bourne Ultimatum                |                      | Пол Грийнграс             |
| 2007   | Кралството                 | The Kingdom                         |                      | Питър Бърг                |
| 2009   | Където бродят дивите неща  | Where the Wild Things Are           | Дъглас               | Спайк Джоунз              |
| 2010   | Градът                     | The Town                            |                      | Бен Афлек                 |
| 2011   | Мъпетите                   | The Muppets                         |                      | Джеймс Бобин              |
| 2013   | У дома през август         | August: Osage County                | Чарлз Ейкън          | Джон Уелс                 |
| 2014   | Невероятният Спайдър-Мен 2 | The Amazing Spider-Man 2            |                      | Марк Уеб                  |
| 2016   | Те живеят в нощта          | Live by Night                       |                      | Бен Афлек                 |
| 2017   | Колите 3                   | Cars 3                              | Смоуки               | Браян Фий                 |
| 2019   | Малки жени                 | Little Women                        |                      | Грета Гъруиг              |
| 2023   | Бостънският удушвач        | Boston Strangler                    | Джак Маклейн         | Мат Ръскин                |